# Дзвиняч-Дольны
Дзвиняч-Дольны (пол. Dźwiniacz Dolny, укр. Дзвиняч Долішній) — деревня в Польше, входит в Подкарпатское воеводство, Бещадский повет, гмина Устшики-Дольне.
В 1939—1951 годах деревня частично входила в состав Нижне-Устрицкого района, Дрогобычской области, УССР.
В 1975—1998 годах административно принадлежала к Кросненскому воеводству.
Через деревню протекает речка Дзвиняч, которая в своём нижнем течении в деревне Лодына меняет название на Лодынка и впадает в Стрвяж на территории Бжегов Дольных.
Находится на территории регионального ландшафтного парка «Слонные горы». Лежит у подножья хребта Остре Дзяло (623 м.). Через деревню проходит велосипедная трасса R-61 «Greenwey Восточные Карпаты» (из Моравии, через Словакию на Украину).
В деревне развит агротуризм (7 агротуристических хозяйств).

## История
Деревню заложил в 1538 году, на основе воложского права, на королевских землях, Пётр Кмита-Собенский. Это право было получено им незаконно, используя положение пшемысльского старосты и великого коронного маршала. Таким же образом были заложены Воля Мачкова, Ствяжик (сейчас часть Устишек-Дольных) и Рувня. Владельцем территории Дзвиняча был Тимко, сын кмета с находящейся неподалёку Середницы.
Известно, что часть лесов была раскорчёвана ещё до заложения деревни по локационному распоряжению. Этот факт указывает на то, что ещё до 1538 года здесь существовал какой-то населённый пункт. Кмита-Собенский откупил земли у Тимка, но вскоре умер, не заплатив всей суммы. Его вдова, Барбара, желая возместить Тимке потери, дала ему позволение на основание новой деревни воложского права, с 18-летним освобождением от налогов, под названием Розтока, между Середницей и Дзвинячем. Со временем её название изменилось на Романова Воля. Из акта описи владений Кмитов от 1580 года можно узнать, что в Дзвиняче был тогда фольварк (один из 7 во владениях Кмитов над верхним Саном).
Исторические источники упоминают существование в деревне «fortalitium» (укрепленной усадьбы) второй половины XVI века. До сих пор сохранились следы оборонительных валов, а также остатки рва. Целиком фортификации занимали площадь 75 x 140 м. Остатки крепости были сожжены в 1947 году во время нападения УПА.
После Кмитов резиденция перешла к Оссолинским, затем Турчам, а в XIX веке к Россовским. От самой усадьбы сохранились небольшие остатки фундаментов и подвалов.
После татарского налёта в 1672 году в деревне, принадлежавшей Оссолинским, уцелело 6 домов.
В 1880 году построена деревянная греко-католическая церковь св. Параскевы, разобранная в 1952 году. Из материала разобранной церкви построены хозяйственные постройки для сельхозкооператива в соседней Лодыне, заселённой переселенцами из Сокаля.
Население Дзвиняча Дольного было выселено 12 мая 1946 года, по причине того, что через деревню прошла линия границы между ПНР и Советским Союзом. Перед выселением жители закопали церковные колокола на территории Романовой Воли. Колокола были откопаны в 1993 и подняты на колокольню церкви в Устшиках-Дольных.
Вследствие выселений и прохождения границы, не сохранилась старая застройка деревни, которая в 1939 году насчитывала 119 хозяйств и 970 жителей различных национальностей (в основном поляки, русины и евреи).
Деревня была заново заселена после перенесения границы, выходцами из любельшины и замойщины, которые получали кредиты на строительство домов и по 10 га полей. Первый дом был построен в 1959 году. Непривычный горный климат и неурожайная земля привели к тому, что первые переселенцы покинули деревню, а на их место прибыли переселенцы с различных районов Польши. Сейчас деревня насчитывает 47 домов и 236 жителей.

## Судьба евреев Дзвиняча Дольного
К 1938 году в Дзвиняче жили 160 евреев. Они относились к общине Лутовиск. В самой деревне находился молитвенный дом невзрачной архитектуры. В связи с отсутствием выживших и полным обезлюдением деревни, установить судьбу дзвинячских евреев во время войны не удалось.

## Туристические аттракции

### Церковь
Деревянная церковь греко-католическая св.Параскевы была построена в XIX веке (по разным источникам, или в 1815 или в 1880 годах). Иконостас церкви был расписан известным львовским художником П.Павликовским. Церковь была отремонтирована в 1908 году. В 1946 году, после отселения деревни, церковь была закрыта. Тогда же были спрятаны колокола церкви, откопанные в 1993 году. В 1951 году церковь была разобрана на стройматериалы.
На месте, где была церковь, установлен памятный крест. Сохранилось несколько могил на прицерковном кладбище.

### Праздник Хлеба
С 2000 года в Дзвиняче Дольном проходит ежегодный фольклорный фестиваль «Праздник Хлеба» (пол. Święto Chleba). Главная аттракция фестиваля — выпекание хлебов на листах хрена и капусты, в печках на свежем воздухе. Мероприятие включает выступление фольклорных коллективов из Польши и Словакии. 

### Бывшая граница ПНР—СССР
Место с двумя пограничными столбами напоминает о прохождении через деревню советско-польской границы в 1944—1951 годах. Граница была установлена на ялтинской конференции. 12 мая 1946 года все жители деревни были выселены, а строения разрушены. От деревни остались только заброшенные поля и руины церкви. После обмена территориями с СССР в 1951 году деревня целиком вошла в состав Польши, а граница отодвинулась на пару десятков километров на восток.

### Памятник природы
В деревне находится управление экологического музея «Hołe». Одним из экспонатов музея является 200-летняя липа (Tilia cordata). Её крона раскинулась на 356 см. Высота составляет 16 метров. Получила статус памятника природы решением местного совета Устишек Дольных №LIII/387/2001 от 28 декабря 2001 года.

## Источник
- Dźwiniacz Dolny (недоступная ссылка)